# بورجمان
بورجمان (بالإنجليزية: Borgman)‏ هو فيلم إثارة أُصدر في هولندا سنة 2013.ورشح الفيلم للسعفة الذهبية في مهرجان كان السينمائي في عام 2013.

## القصة
تدور أحداث الفيلم حول أحد الرجال يدعى بورجمان يعيش وسط عائلة غريبة الأطوار بإحدى الضواحي

## وصلات خارجية
- الموقع الرسمي
- بورجمان على موقع IMDb (الإنجليزية)
- بورجمان على موقع ميتاكريتيك (الإنجليزية)
- بورجمان على موقع روتن توميتوز (الإنجليزية)
- بورجمان على موقع قاعدة بيانات الأفلام العربية
- بورجمان على موقع ألو سيني (الفرنسية)
- بورجمان على موقع أول موفي (الإنجليزية)
- بورجمان على موقع بوكس أوفيس موجو (الإنجليزية)
- بورجمان على موقع فيلمافينيتي (الإسبانية)
- بورجمان على موقع قاعدة بيانات الأفلام السويدية (السويدية)
- بورجمان على موقع قاعدة بيانات الفيلم (الإنجليزية)